# 1935 en arts plastiques
| Années des arts plastiques : 1932 - 1933 - 1934 - 1935 - 1936 - 1937 - 1938    |
| Décennies des arts plastiques : 1900 - 1910 - 1920 - 1930 - 1940 - 1950 - 1960 |

Cette page concerne l'année 1935 en arts plastiques.

## Œuvres
- L'Œuvre d'art à l'époque de sa reproductibilité technique, essai de Walter Benjamin,
- La Minotauromachie, estampe de Pablo Picasso,
- La Tasse de thé, huile sur toile de André Derain.

## Naissances
- 2 janvier : Jacques de Thiersant, peintre et sculpteur français († 14 juin 2012),
- 6 janvier : Michel Moskovtchenko, peintre, sculpteur, dessinateur et graveur français († 21 mars 2025),
- 8 janvier : Monique Boucher-Benanteur, poétesse et peintre française († décembre 2014),
- 3 février : Aleš Veselý, sculpteur tchécoslovaque puis tchèque († 14 décembre 2015),
- 9 février : Jabbar Gasimov, peintre et affichiste d'Azerbaïdjan († 19 octobre 2002),
- 23 février : Tetsumi Kudo, peintre japonais († 12 novembre 1990),
- 2 mars : Claude Raimbourg, graveur et peintre français,
- 14 mars : Monique Journod, peintre et lithographe française,
- 22 mars : Yūtokutaishi Akiyama, graveur et photographe japonais († 3 avril 2020),
- 13 avril : Lyle Waggoner, acteur et sculpteur américain († 17 mars 2020),
- 7 mai : Mohamed Chebaa, artiste plasticien et peintre marocain († 24 juillet 2013),
- 13 juin : Christo (Christo Javacheff), artiste bulgare,
- 14 juin : Henri Landier, peintre et graveur français,
- 10 juillet : Agostino Bonalumi, peintre et sculpteur italien († 18 septembre 2013),
- 17 juillet : Geneviève Claisse,  peintre abstraite géométrique française († 30 avril 2018),
- 18 juillet : Ben Vautier, artiste français d'origine suisse († 5 juin 2024),
- 24 juillet : Mel Ramos, peintre américain († 14 octobre 2018),
- 29 juillet : Charles Harbutt, photographe et photojournaliste américain († 30 juin 2015),
- 31 juillet : Peter Siddell, peintre figuratif néo-zélandais († 24 octobre 2011),
- 26 septembre : Pierre François, peintre français († 14 février 2007),
- 1er août : Michel Bertrand, peintre et sculpteur français († 17 mars 2009),
- 11 août : Vladimir Veličković, peintre, dessinateur et graveur français d'origine yougoslave († 29 août 2019),
- 5 septembre : Boris Zaporogetz, peintre soviétique d'Ukraine,
- 6 septembre : Armand Scholtès, peintre et dessinateur français († 8 février 2023),
- 18 septembre : Patrick Saytour, peintre français († 15 août 2023),
- 29 septembre : Roland Irolla, peintre français,
- 7 octobre : Michel Journiac, artiste français († 15 octobre 1995),
- 10 octobre : Ousmane Sow, sculpteur sénégalais († 1er décembre 2016),
- 25 octobre : John Annus, peintre et photographe letton naturalisé américain († 27 février 2013),
- 29 octobre : Yves Thos, peintre et affichiste français († 13 octobre 2020),
- 4 novembre : Michel Couchat, peintre français († 18 août 1998),
- 20 novembre : Balbino Giner, peintre français († 10 mai 2012),
- 22 novembre : Virgil Nevjestic, graveur, peintre et poète français († 25 août 2009),
- 10 décembre : Claude Lagoutte, peintre français († 18 juillet 1990),
- 25 décembre : Jean Schwind, artiste conceptuel belge († 1er août 1985),
- 27 décembre : Pierre Jutand, peintre français († 21 mars 2019),
- ? :
  - Aziz Abou Ali, peintre et graveur marocain († 1993),
  - Akira Terakado, peintre japonais
  - Hervé Dubly, peintre français († 27 mai 2005).
  - Keizaburō Tejima, illustrateur, graveur sur bois et auteur japonais,
  - Michel Kodjo, peintre ivoirien († 24 mars 2021).
  - Madeleine Lambert, peintre française († mai 2012),
  - Seán McSweeney, peintre irlandais († 2 juin 2018),

## Décès
- 6 janvier : Cecil Aldin, peintre et illustrateur anglais (° 28 avril 1870),
- 7 janvier : José Mange, peintre et poète français (° 10 octobre 1866),
- 8 janvier : Hubert Vos, peintre néerlandais (° 15 février 1855),
- 10 janvier : Virginie Demont-Breton, peintre française (° 26 juillet 1859),
- 27 janvier : Anna Boberg, artiste et peintre suédoise (° 3 décembre 1864),
- 28 janvier : Lazar Meyer, peintre français (° 20 janvier 1847),

- 2 février : Armand Coussens, peintre, graveur et illustrateur français (° 4 décembre 1881),
- 5 février : Heinrich Harder, artiste allemand (° 2 juin 1858),
- 7 février : Johannes Martini, peintre et illustrateur allemand (° 9 juin 1866),
- 8 février : Max Liebermann, peintre et graveur allemand (° 20 juillet 1847),
- 15 février :  Alekseï Morgounov, peintre russe puis soviétique (° 21 octobre 1884),
- 16 février : Carolina Benedicks-Bruce, sculptrice suédoise (° 28 octobre 1856),
- 21 février : Roland-Marie Gérardin, peintre français (° 18 novembre 1907),

- 1er mars : William Degouve de Nuncques, peintre belge (° 28 février 1867),
- 4 mars : Anne-Marie Bernay, peintre française (° 3 juin 1889),
- 7 mars : Gustaw Gwozdecki, peintre, sculpteur et écrivain polonais (° 23 mai 1885),
- 15 mars : Louis Rémy Sabattier, peintre et illustrateur français (° 23 mai 1863),
- 20 mars :
  - Émile Artus Boeswillwald, peintre français (° 2 février 1873),
  - Gyoshū Hayami, peintre japonais du style nihonga (° 2 août 1894),

- 2 avril : Rémy Cogghe, peintre belge (° 31 octobre 1854),
- 9 avril : Ludwig Deutsch, peintre orientaliste autrichien naturalisé français (° 13 mai 1855),
- 13 avril : Marius Gourdault, peintre impressionniste français (° 29 août 1859),
- 15 avril : Julia Abel-Truchet, peintre française (° 15 octobre 1862),
- 20 avril : Julien De Vriendt, peintre belge (° 20 août 1842),
- 21 avril : Jean Caire, peintre français (° 25 septembre 1855),
- 22 avril : Richard Paraire, peintre et photographe français (° 30 janvier 1869),
- 23 avril : Gigi Chessa, peintre, architecte, décorateur et potier (peintre de céramique) italien (° 15 mai 1898),
- 29 avril : Herman Kruyder, peintre néerlandais (° 7 juin 1881),
- 30 avril : Maurice Bompard, peintre français (° 11 février 1857),

- 5 mai : Augusto Sezanne, peintre, architecte, céramiste, dessinateur, lithographe et illustrateur italien (° 31 août 1856),
- 6 mai : Maurits van der Valk, peintre et critique d'art néerlandais (° 16 décembre 1857),
- 10 mai : Arthur Chaplin, peintre français (° 8 août 1869),
- 15 mai : Kasimir Malevitch, peintre, dessinateur, sculpteur et théoricien russe puis soviétique (° 23 février 1879),
- 17 mai : Émile Daumont-Tournel, architecte, peintre verrier et artiste décorateur français (° 29 juillet 1864),
- 21 mai : Gabriel Drageon, peintre et aquarelliste français (° 22 octobre 1873),
- 26 mai : Marie Diéterle, peintre française (° 19 avril 1856),

- 9 juin : Jean-Baptiste Vettiner, peintre et graveur français (° 7 novembre 1871),
- 19 juin : Harald Sohlberg, peintre norvégien (° 29 novembre 1869),
- 24 juin : Hermann Groeber, peintre allemand (° 17 juillet 1865),

- 17 juillet : Élisée Bourde, peintre français (° 10 février 1859),
- 24 juillet : Adrienne Ball-Demont, peintre et sculptrice française (° 16 mars 1886),

- 10 août :  Marcel Noblot, peintre, dessinateur et caricaturiste français (° 26 juillet 1880),
- 15 août : Paul Signac, peintre néo-impressionniste français (° 11 novembre 1863),
- 29 août : Oleksa Novakivskyi, professeur d'art et peintre russe puis soviétique (° 14 mars 1872),
- 31 août : Georges William Thornley, peintre et lithographe impressionniste puis postimpressionniste français (° 2 mai 1857),

- 8 septembre : Léopold Stevens, peintre, illustrateur et affichiste français (° 2 novembre 1860),
- 13 septembre : Maria Gażycz, peintre, restauratrice d'art et religieuse polonaise (° 20 mars 1860),
- 21 septembre : Emmanuel Fontaine, sculpteur français (° 8 décembre 1856),
- 28 septembre : Hans Baluschek, peintre, illustrateur et écrivain allemand (° 9 mai 1870),
- ? septembre :
  - Louis Ageron, peintre et aquarelliste français (° 28 avril 1865),
  - Zoltán Palugyay, peintre austro-hongrois puis tchécoslovaque (° 9 novembre 1898),

- 4 octobre : Jean Béraud, peintre de genre et portraitiste français (° 12 janvier 1848),
- 7 octobre : Émile Appay, peintre français (° 2 juin 1876),
- 10 octobre :
  - Astri Aasen, peintre norvégienne (° 3 septembre 1875),
  - Gustave Loiseau, peintre postimpressionniste français (° 3 octobre 1865),
- 15 octobre : Georges Tiret-Bognet, dessinateur, peintre et illustrateur français (° 15 janvier 1855),
- 25 octobre : Donatus Buongiorno, peintre italien, installé aux États-Unis (° 11 novembre 1865),
- 29 octobre : François Schommer, peintre académique, aquafortiste et décorateur français (° 20 novembre 1850),

- 10 novembre : Fernand-Louis Gottlob, peintre, illustrateur et graveur français (° 23 février 1873),
- 13 novembre : Charles Baude, graveur français (° 15 novembre 1853),
- 18 novembre : Wilhelm Peters, peintre norvégien (° 17 août 1851),
- 28 novembre :
  - Joaquín Clausell, peintre mexicain (° 16 juin 1866),
  - Georg Pauli, peintre suédois (° 2 juillet 1855),
- 30 novembre : Adrian Stokes, peintre britannique (° 23 décembre 1854),

- 21 décembre : Léon Couturier, peintre français (° 29 décembre 1842),
- 21 décembre ou 22 décembre : Isaachar Ryback, peintre russe puis soviétique et français (° 2 février 1897),
- 29 décembre :
  - Léon Broquet, peintre et graveur français (° 1er novembre 1869),
  - Henri Ernest Dabault, peintre, bijoutier et joailler français (° 4 juillet 1858),
- 31 décembre : Laure Brouardel,  peintre française (° 30 mars 1852),

- ? :
  - Gabriel Biessy, peintre français (° 25 mars 1854),
  - Édouard Brun, peintre paysagiste français (° 3 avril 1860),
  - Louis Chassevent, écrivain, peintre et critique d'art français (° 20 septembre 1864),
  - Jules Jacques Labatut, sculpteur français (° 30 juillet 1851),
  - Andrea Landini, peintre italien (° 10 décembre 1847),
  - Luigi Morgari, peintre italien (° 1857).